# I. e. 290-es évek
Évszázadok: i. e. 4. század – i. e. 3. század – i. e. 2. század
Évtizedek: i. e. 330-as évek – i. e. 320-as évek – i. e. 310-es évek – i. e. 300-as évek – i. e. 290-es évek – i. e. 280-as évek – i. e. 270-es évek – i. e. 260-as évek – i. e. 250-es évek – i. e. 240-es évek – i. e. 230-as évek
Évek: i. e. 299 – i. e. 298 – i. e. 297 – i. e. 296 – i. e. 295 – i. e. 294 – i. e. 293 – i. e. 292 – i. e. 291 – i. e. 290